# Juniperus komarovii
Juniperus komarovii är en cypressväxtart som beskrevs av Carl Rudolf Florin. Juniperus komarovii ingår i släktet enar, och familjen cypressväxter. IUCN kategoriserar arten globalt som nära hotad. Inga underarter finns listade i Catalogue of Life.